# Helligkilder i Aspedalen
 Der er for få eller ingen kildehenvisninger i denne artikel, hvilket er et problem. Du kan hjælpe ved at angive troværdige kilder til de påstande, som fremføres i artiklen.

Brugen af kilder til renselse eller mod sygdom er en meget gammel skik. De helbredende kilder og offentlige termalbade i Aspedalen og i Pyrenæerne i det hele taget var meget besøgte tidligere og først og fremmest i det 19. århundrede. I dag er brugen derimod gået af mode, så kilderne er praktisk talt alle forsvundet og har ikke efterladt sig andre spor end nogle ruiner, tekster og dokumenter.
Aspedalen fra Sarrance til Borce havde talrige små kursteder, hvor man tilbød terapeutisk vand enten til at drikke eller til at bade i. Kilderne blev anset for at være effektive mod bestemte dårligdomme, og de var meget besøgte. Bortset fra badene ved Skt. Christau var der besynderligt nok ingen af disse steder, der for alvor tiltrak et publikum "udefra" eller fra byerne.

## Escot-fontænerne
Stedet ligger 1 km fra landsbyen Escot i Sarrance kommunen. Vandet ser ud til at have været kendt fra gammel tid. Nogle bygningsrester tæt ved kilderne vidner om en rig fortid. Der har været talrige ejere helt op til nutiden, og anvendelsen af vandet har også været meget omskiftelig gennem tiderne.
Jean du Souler de Bedous ejede stedet i slutningen af det 16. århundrede og fik et patent fra Catherine de Bourbon d’Albret, der godtgjorde, at fontænernes kilder kunne bruges som varme bade. Senere fik besøget et vist opsving indtil 1914, men den fulde udnyttelse af fontænerne foregik i årene 1932-34.
Det er vand, som er over 21° varmt, og som tidligere blev brugt mod sygdomme i forbindelse med fordøjelsesbesvær, også de mest kroniske og problematiske, og ved problemer i mavesækken og indvoldene.